# Dihlabeng
Dihlabeng es un municipio local sudafricano situado en el distrito de Thabo Mofutsanyana, en la provincia de Estado Libre.

## Superficie
Dihlabeng tiene una superficie de 4868 km².

## Demografía
En 2022, tenía 130 434 habitantes, una densidad poblacional de 26,80 hab./km², y 41 468 viviendas.